# Boucles de la Seine Amont, Coteaux de Saint-Adrien
Boucles de la Seine Amont, Coteaux de Saint-Adrien este o arie protejată (sit de importanță comunitară — SCI) din Franța întinsă pe o suprafață de 423 ha, integral pe uscat.

## Localizare
Centrul sitului Boucles de la Seine Amont, Coteaux de Saint-Adrien este situat la coordonatele 49°23′00″N 1°08′56″E / 49.38333°N 1.14889°E.

## Înființare
Situl Boucles de la Seine Amont, Coteaux de Saint-Adrien a fost declarat arie specială de conservare în baza directivei 92/43 din 1992 referitoare la conservarea habitatelor naturale și a faunei și florei sălbatice pentru a proteja 2 specii de plante și 3 specii de animale.

## Biodiversitate
Situată în ecoregiunea atlantică, aria protejată conține 9 habitate naturale: Pajiști uscate seminaturale și facies de acoperire cu tufișuri pe substraturi calcaroase (Festuco-Brometalia) (* situri importante pentru orhidee), Păduri de fag Asperulo-Fagetum, Pajiști carstice calcaroase sau bazofile, de Alysso-Sedion albi, Formațiuni de Juniperus communis pe lande sau pajiști calcaroase, Formațiuni stabile xerotermofile de Buxus sempervirens pe pante stâncoase (Berberidion p.p.), Pante stâncoase calcaroase cu vegetație casmofită, Grohotișuri medio-europene calcaroase, de la nivel colinar și montan, Păduri pe pante, grohotișuri și ravene de Tilio-Acerion, Liziere de ierburi înalte hidrofile de câmpie și de nivel montan până la alpin.
La baza desemnării sitului se află mai multe specii protejate:
- plante (2): Biscutella neustriaca, Viola hispida
- nevertebrate (3): fluturele auriu (Euphydryas aurinia), Euplagia quadripunctaria, rădașcă (Lucanus cervus)

Pe lângă speciile protejate, pe teritoriul sitului au mai fost identificate 5 specii de plante, 2 specii de nevertebrate, 1 specie de reptile.